# Miroslav Filip
Miroslav Filip (Praga, 27 de outubro de 1928 — Praga, 27 de abril de 2009) foi um jogador de xadrez da Tchecoslováquia com participação nos Torneios Interzonais de 1955, 1958, 1962 e 1970. No Torneio Interzonal de 1955, classificou-se para o Torneio de Candidatos de 1956 e no Torneio Interzonal de 1962, para o Torneio de Candidatos de 1962.
Participou também de diversas edições das Olimpíadas de xadrez entre 1952 e 1974, sendo o melhor resultado individual m quarto lugar em  Amsterdã 1954.